# Randy Katana
Randy Katana (St. Maarten, 14 maart 1965) is een Nederlandse live-dj.
Katana komt oorspronkelijk van de eilanden van de Nederlandse Antillen (Aruba, Curaçao en Sint Maarten), waar hij voor lange tijd gewerkt heeft als resident DJ bij een van de meest trendy clubs op de eilanden. Hij heeft ook lange tijd besteed aan drummen in brassbands, die op de eilanden gespecialiseerd zijn in carnavalsmuziek. Dit is waar Katana de "Latijn tribal soul" heeft opgedaan, welke in zijn hedendaagse muziek is terug te vinden.
Kort nadat hij naar Amsterdam was verhuisd, richtte hij in 1988 zijn eigen platen maatschappij 'BPM Dance' op en opende hij een van de meest succesvolle online vinyl shops die vandaag bestaat: Only-djs.com. Als labeleigenaar helpt hij het duo Signum op weg. Met hen maakt hij in 2002 ook de plaat Third Dimension. In januari 2003 stopte hij met de activiteiten rondom zijn bedrijven en besloot hij fulltime dj te worden. Tegen het eind van het jaar werd hij resident DJ bij "Xtra Large" (Marcanti Plaza) en "Crazyland". In 2005 maakte hij zijn debuut in de DJ Mag top 100 op positie 150.. Eind 2007 kwam Randy's eerste album uit: "Spirit of the Drums".
Vanaf november 2008 tot en met maart 2009 produceerde hij voldoende muziek om een album te vullen. Maar hij speelde geen enkele van deze tracks, totdat er een uitgelekt was en aansloeg in Nederland. “The Hype” werd in de zomer van 2009 uitgebracht. Daarnaast bracht zijn platenmaatschappij in de zomer van 2009 ook z'n eerste Beatport Trance nr. 1 hit "You & I" uit. De release van "Doorn Records" werd als intro-track veel gebruikt door bekende dj's, zoals Sander van Doorn, Armin van Buuren en Tiësto. De release van Randy in oktober 2009, "DERP", is een goed voorbeeld van het nieuwe geluid van Randy Katana.

## Discografie

### Albums
2007
- Spirit of the Drums

### Releases
2004
- One Solid Wave
- In Silence (Dancesmash op Radio 538)

2005
- Fancy Fair '05 (Dancesmash op Radio 538)
- Play it Loud
- Pleasure Island
- Play it Louder (Dancesmash op Radio 538)

2007
- Another Wave
- Session Impossible

2009
- You and I
- DURP
- Go Tech (Ft. MEM)

### Remixes
- Abel Ramos - Aquarius (Randy Katana Mix)
- Abel Ramos - Atasco (Randy Katana Remix)
- Bodyrox - Yeah Yeah (Randy Katana Edit)
- Cypernetix - Omniscience (Phantom Remix)
- DJ Albert & Precision - Say Yes (Katana Remix)
- DJ Chrome - Who's Crying Now (The Phantom's Crazy Edit)
- DJ Danjo & Rob Styles - Witness (Katana Remix)
- DJ Sammy - L'bby Haba (Randy Katana Remix)
- Drax & Scott Mac - Angel (Katana Remix)
- Goldenscan - Of Our Times (Katana's 'Randy Katana' Remix)
- In - Musika (Katana Remix)
- Katana - Feels Like Magic (The Remix)
- Misjahroon - Turn Me On (Phantom Remix)
- PG2 - Trance Central (Randy Katana Mix)
- R.V.D.B. - Access (Randy Katana Mix)
- Signum - Cura Me (Katana Remix)
- Viframa - Cristalle (Intro Remix)
- Viframa - Cristalle (Katana feat. Precision Remix)
- Bruce Springsteen - The Wrestler (Katana Remix)

### Andere publicaties
- Face The Mastermind (1992) - Music Man Records (als Phantom)
- Erotmania (1993) - Airplay Records (als Katana)
- Feels Like Magic (1993) - Jinx Records (als Katana)
- In Silence (2004) - Spinnin' Records
- Fancy Fair '05 (2005) - Spinnin' Records
- Play It Louder (2005) - Spinnin' Records
- Pleasure Island (2006) - Spinnin' Records

## Bron
1. ↑  Dj Mag Top 100 Listing in 2005
2. ↑  Officiële Randy Katana Website

- Gemeinsame Normdatei: 135473934
- International Standard Name Identifier: 0000 0001 2029 3726
- MusicBrainz: e5c09bc5-34f8-47ae-b7fa-56fcae5812e0
- Nationale Bibliotheek van Tsjechië: xx0137720
- Virtual International Authority File: 57149106279168492490
- WorldCat: E39PBJdGJrq7WbBqYYhpV9rQbd

- Dit artikel of een eerdere versie ervan is een (gedeeltelijke) vertaling van het artikel Randy Katana op de Engelstalige Wikipedia, dat onder de licentie Creative Commons Naamsvermelding/Gelijk delen valt. Zie de bewerkingsgeschiedenis aldaar.